# La Xara
La Xara es una pedania de Dénia a la Marina Alta, País Valencià, constituït administrativament com una entitat local menor o un barrí del municipi de Dénia, té 1.899 habitants, dista de Dénia 4 km.

## Geografia
Comprén les partides de Pinella, Caragussos, Casa Blanca, Punta de Benimaquia, Benimaquia, La Xara, La Plana i Fredats. Els pobles veïns són Ondara, a l'oest, Pedreguer. Com a accidents geogràfics destacables tenim el Barranc del Regatxo o Morxama, que travessa el terme i la muntanya de Benimaquia, al vessant oest del massís del Montgó. A l'Alt de Benimaquia es troba un dels assentaments més importants de l'època ibèrica antiga de la Mediterrània Occidental, amb destacades influències fenícies i on es documenta una de les primeres produccions de vi de la peninsula (Vegeu Jaciment arqueològic de l'Alt de Benimaquia).

## Història
La Xara, topònim d'origen àrab, significa llar rocós i ple d'herbes i fa referència a les característiques de la zona, va començar la seua evolució com a nucli de població estable a començaments del segle xix, quan un llaurador de Senija, Mateu Ivars, s'hi va establir, donant lloc amb la seua família al poblament, incrementat en un període de 50 anys amb la vinguda continuada de gents procedents de localitats de la comarca, com Pedreguer, Xàbia, Alcanalí o El Verger. Aquest ràpid desenvolupament es va deure més que a unes condicions agrícoles favorables, a l'ocupació de la població com a picapedrers i obrers. L'estabilitat i creixement d'una població dedicada quasi exclusivament al treball de la pedra no es podria comprendre si no l'emmarquen en la dinàmica econòmica de l'època: el comerç de la pansa. El fructífer negoci panser va permetre fer diners amb facilitat i acumular-los, no sols a Dénia, ciutat pansera per definició, sinó també a altres localitats de la comarca, on el creixement econòmic es va palesar en la construcció d'un gran nombre d'edificis, els quals quasi sempre es pot resseguir la petjada de les colles de picapedrers de La Xara. Una demostració del bon moment econòmic en aquest període és la construcció, entre 1876 i 1902, de l'església i la casa-abadia, pagades i edificades per la mateixa població. Sols després de la crisi general de la pansa, cap al 1902, el món dels picapedrers patirà un retrocés, fet que es va traduir en un moviment migratori cap als Estats Units o Argentina o cap a l'Alger, de temporada. Aquesta crisi va provocar també el canvi dels conreus de secà pels de regadiu, substituint els ceps per l'horta i tarongers, més rendibles i productius en aquells moments.

## Edificis destacables
- L'església de Sant Mateu: edifici acabat el 1881, està construït amb parets de càrrega exterior, de pedres unides amb morter. L'interior és de tres naus, separades per pilars de pedra arenisca, amb arcs del mateix material que suporten la cobertura a dos aigües. Al carrer Pilars es poden observar els quatre contraforts que aguanten els pilars. El seu estat actual respon a les obres de reforma realitzades el 1955, quan es va canviar la teulada i es va descobrir la tosca dels pilars i dels arcs. El conjunt es va completar el 1902 amb la construcció de la casa-abadia, de la qual destaca la seua portalada i els finestrals, també obra dels picapedrers locals i el campanar que es va acabar el 1927.

- El Llavador: edifici comunal d'una sola nau, travessat longitudinalment per una séquia. Està construït amb parets de càrrega i pilars posteriors de brics amb morter. Va ser inaugurat el 1954. En l'actualitat, la construcció ha quedat integrada en una urbanització amb carrers per a vianants.

- L'escola: edifici construït el 1963 als terrenys comprats pels veïns, mostra de l'esperit solidari i cooperatiu dels pobladors de La Xara.

Els llocs més emblemàtics del poble, però, són la plaça de la Palmera, la plaça del Garrofer i el passeig de Joan Baptista Basset.
Disposa d'una parada de tren entre el poble i la muntanya, per la qual passava el trenet de la Marina i que avui en dia dona servei al TRAM.
Les festes patronals en honor de Sant Mateu se celebren el primer cap de setmana de setembre.

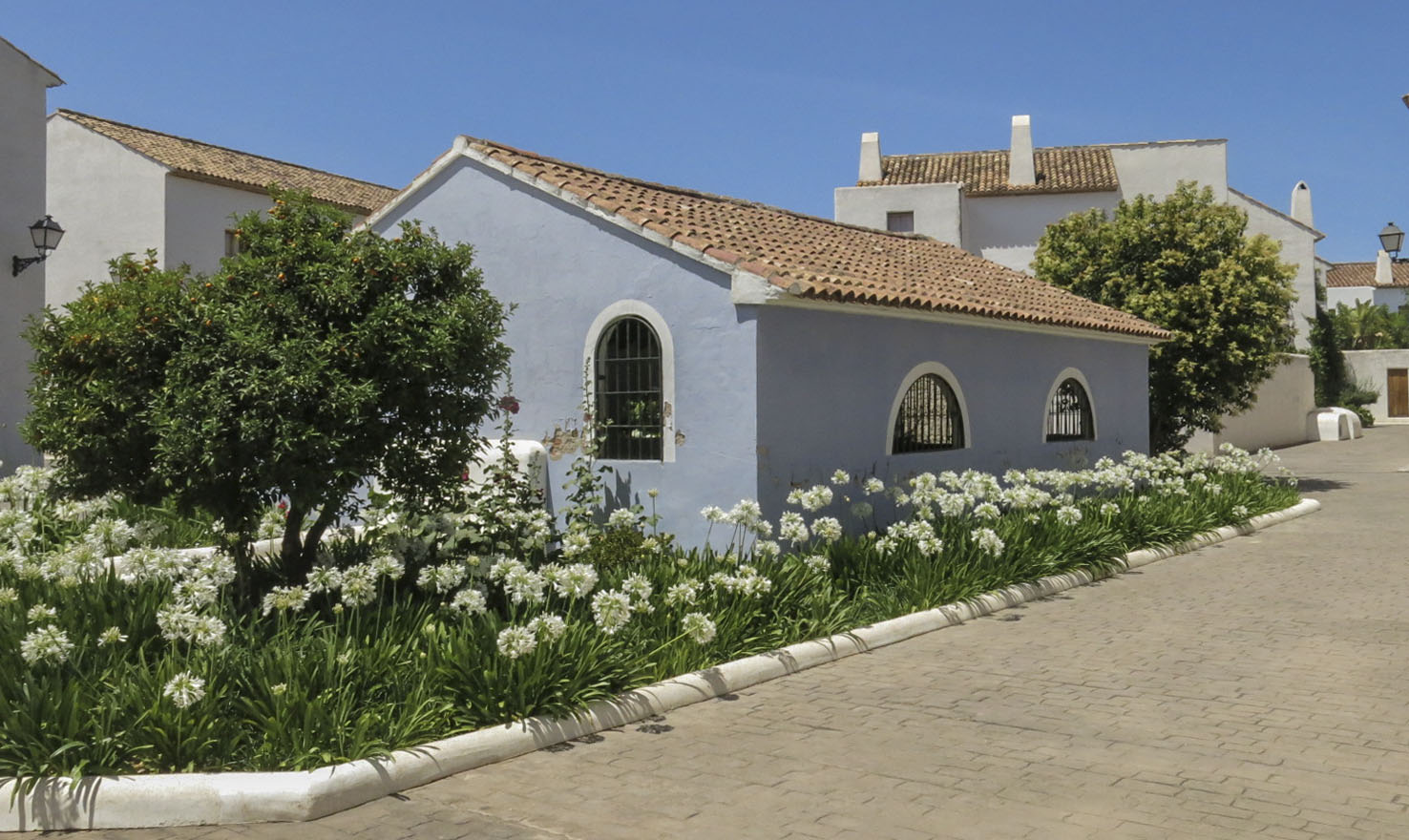
Llavador de la Xara
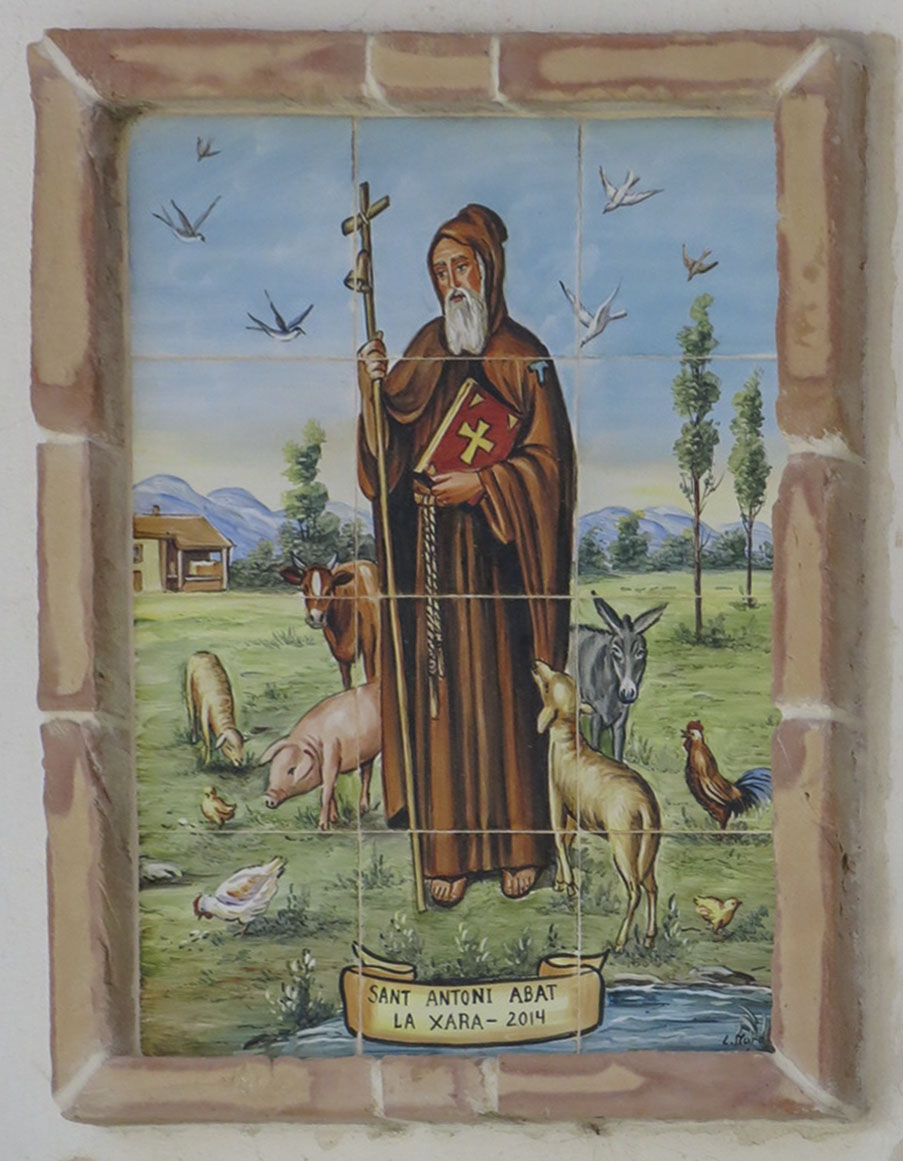
Ceràmica a la Casa Abadia
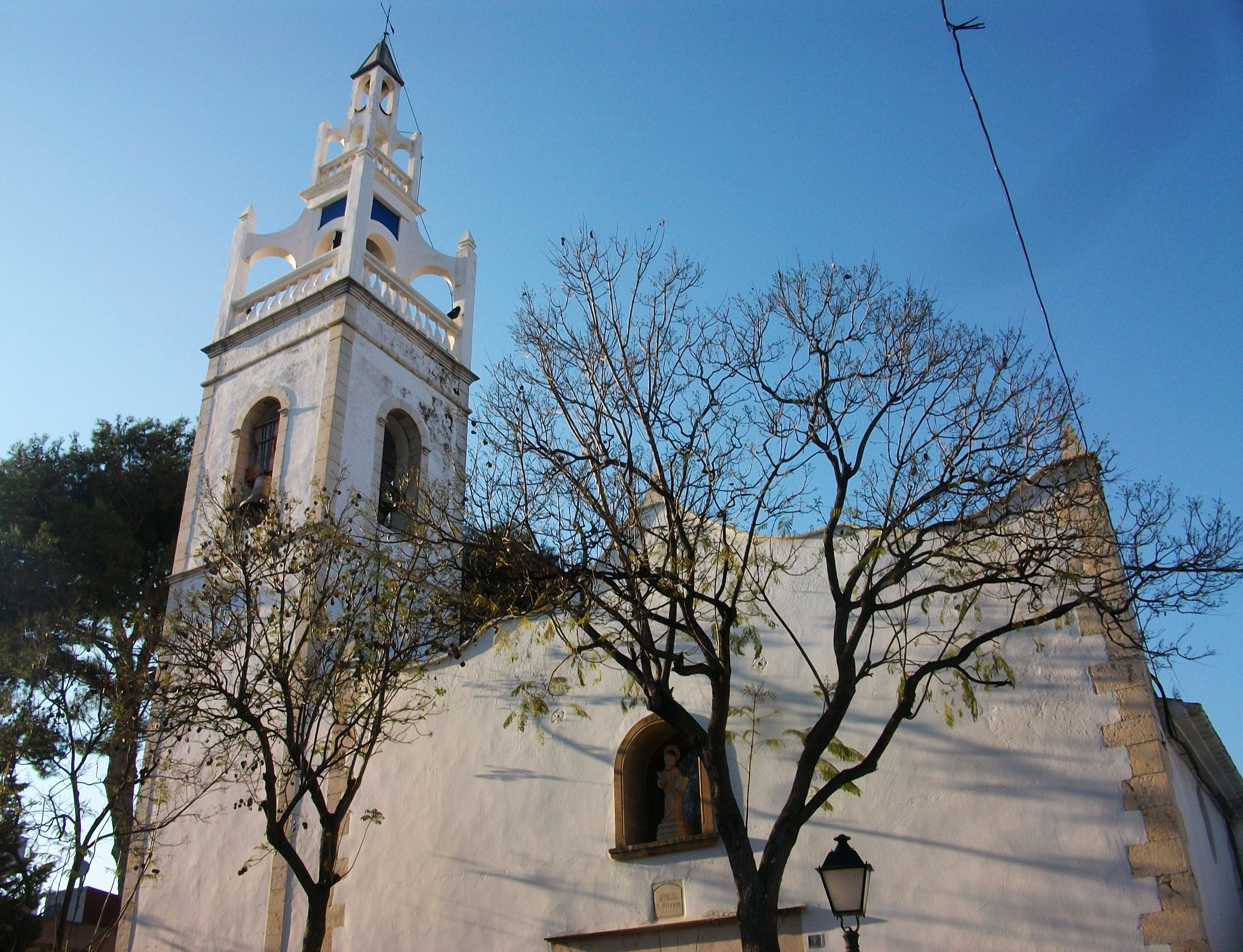
Església de Sant Mateu
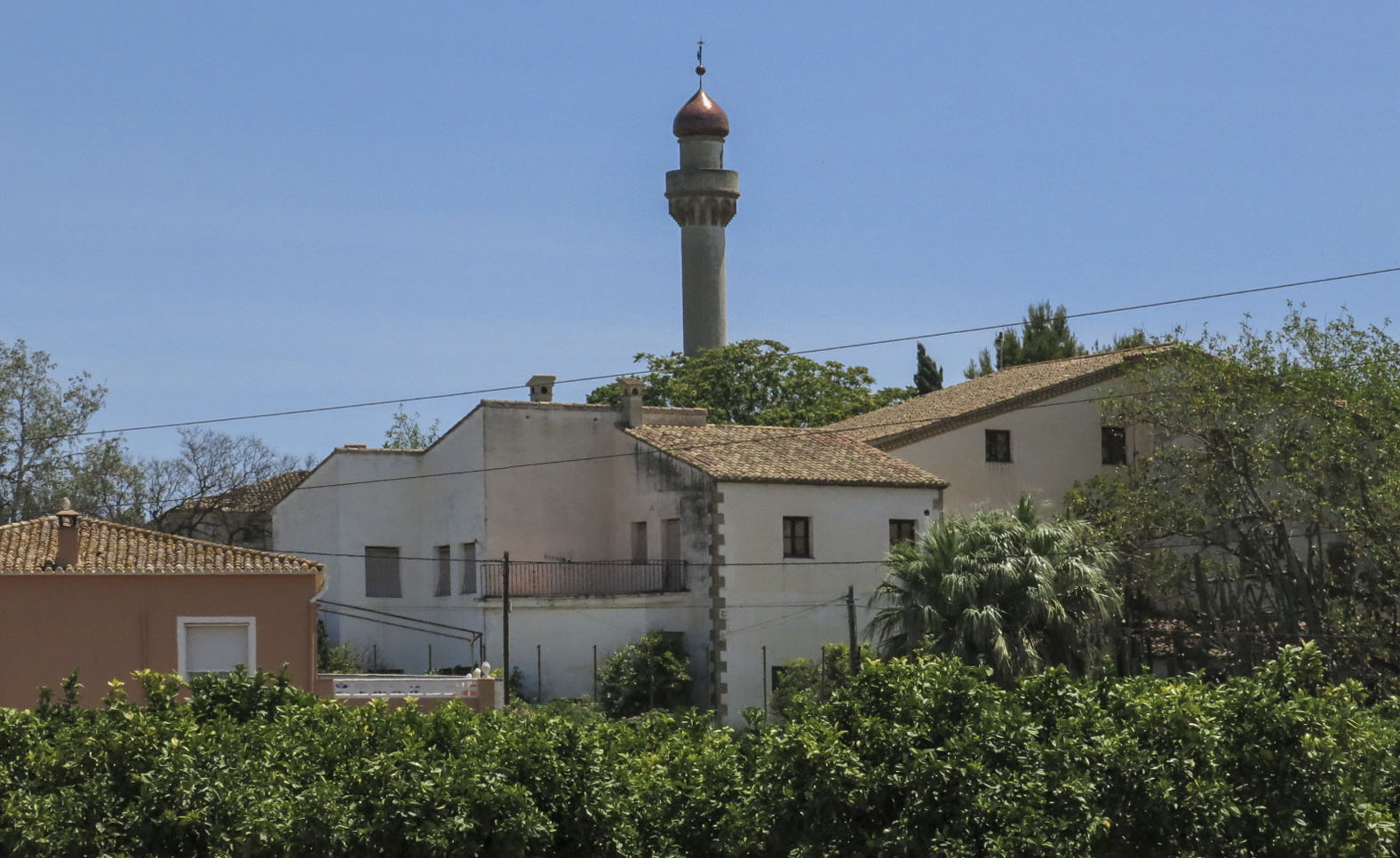
Vistes des del Passeig Joan Baptista Basset